# Zamenis lineatus
Il saettone occhirossi (Zamenis lineatus (Camerano, 1891)) è un serpente non velenoso della famiglia dei Colubridi, endemico dell'Italia meridionale e della Sicilia.

## Descrizione
Zamenis lineatus raggiunge la lunghezza massima circa 2 metri. Il colore di fondo è nocciola-giallastro brillante.
Le squame sono lisce e lucenti con piccole macchie bianche ai margini, il ventre è grigio-giallastro, le piastre ventrali e caudali hanno una carenatura laterale.
Se presenti le strie longitudinali bruno scure sono molto sottili equidistanti tra loro e tutte della stessa larghezza.
Il colore dell'iride è spesso rosso, ha una stria sotto oculare e bande marroni postoculari molto evidenti ed arcuate verso il basso che raggiungono la commessura labiale.

## Distribuzione e habitat
La specie è endemica dell'Italia meridionale e della Sicilia; il confine settentrionale va dalla provincia di Caserta, a ovest, a quella di Foggia, a est.

## Biologia

### Alimentazione
Si nutre di sauri, uova di nidiacei e micromammiferi.

### Riproduzione
È una specie ovipara.

## Specie simili

### Confronto conZamenis longissimus

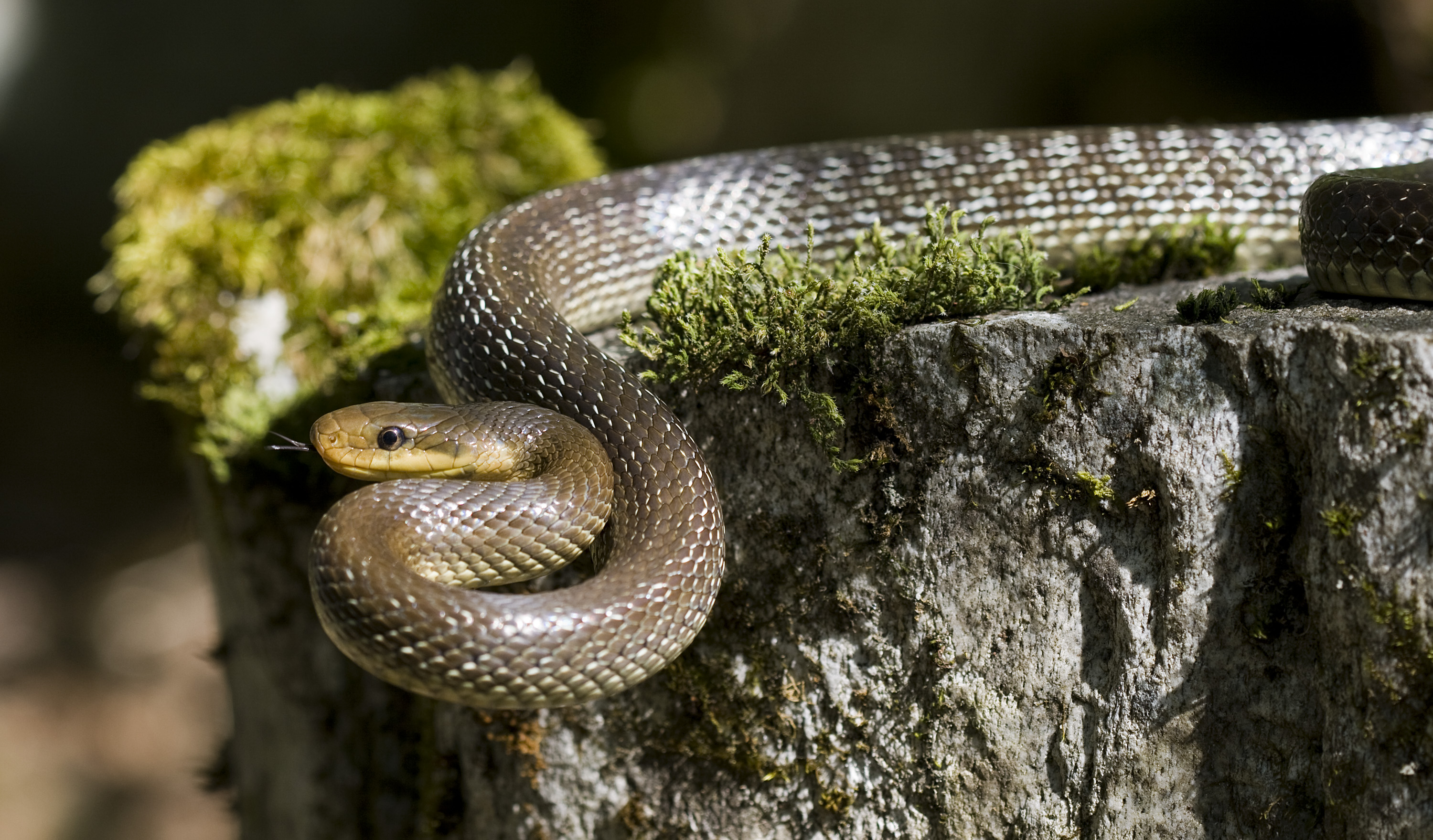
Zamenis longissimus

Zamenis lineatus presenta colorazione più chiara e si distingue anche per l'iride rossa, qualora presenti le strie longitudinali bruno scure sono molto sottili equidistanti tra loro e tutte della stessa larghezza. In  Zamenis longissimus,  se presenti le strie sono più grosse non equidistanti e le due centrali sono più larghe rispetto alle esterne. In  Zamenis longissimus le due bande marrone postoculari molto evidenti ed arcuate verso il basso si fermano sempre prima che raggiungano la commessura labiale.

### Confronto conElaphe quatuorlineata

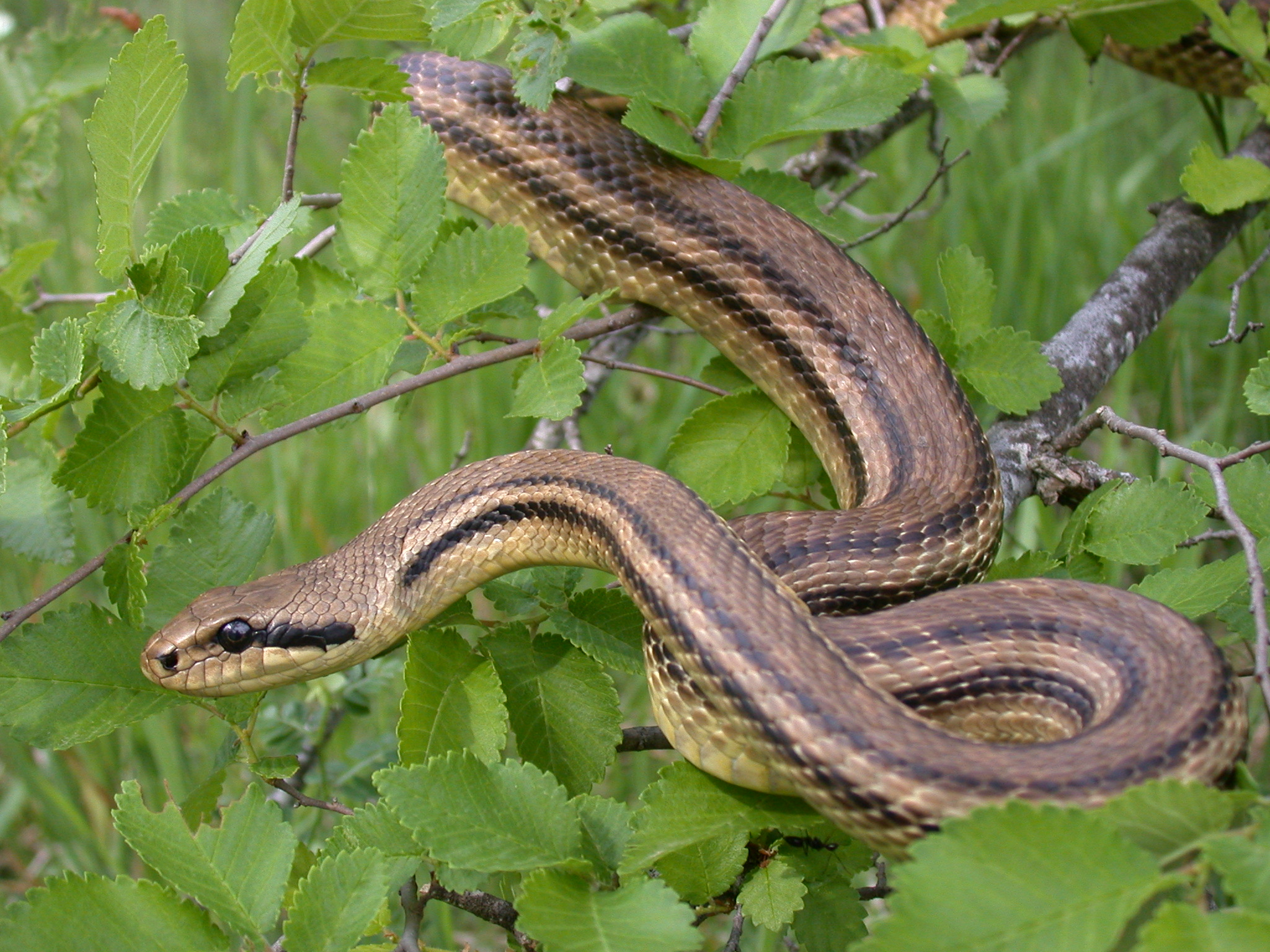
Elaphe quatuorlineata

Il cervone è meno slanciato, presenta carenatura sulle squame dorsali che gli conferiscono un aspetto rugoso, Zamenis lineatus ha squame lisce. Il cervone ha due squame preoculari, è sprovvisto della stria sotto oculare presente in Zamenis lineatus. La stria post oculare nel cervone è nera e rettilinea nell'Elaphe è marrone e arcuata verso il basso. Il suo occhio è di colore nero. È privo delle piccole macchie a reticolo.

## Curiosità
Come il cervone chiamato pasturavacche, la credenza popolare vuole che sia attirato dal latte delle vacche e delle capre al pascolo e che per procurarselo si attacchi alle mammelle degli animali. 
In Sicilia, nel territorio etneo, è presente un fenotipo di colore scuro probabilmente associato all'habitat vulcanico